# Mädchen für die Soldaten
Mädchen für die Soldaten (Italienischer Originaltitel: Le soldatesse) ist ein italienischer Zweiter-Weltkriegs-Film aus dem Jahre 1965, der in Griechenland angesiedelt ist. Er handelt von einem italienischen Besatzungsoffizier, der trotz der lebensfeindlichen Umstände eine Beziehung zu einer jungen Griechin aufbaut, die er an ein Militärbordell überstellen soll.
Regisseur Valerio Zurlini versammelt ein Schauspielensemble mit vielen Stars am Anfang ihrer Karrieren, darunter Anna Karina, Lea Massari und Mario Adorf. Die Außenaufnahmen dieser italienisch-französisch-deutschen Koproduktion wurden in Jugoslawien gedreht. Der Film basiert auf dem Roman Soldatenmädchen von Ugo Pirro.

## Handlung
Griechenland – ein Jahr nach der Kapitulation von 1942 ist das Leben der Bevölkerung in dem von deutschen und italienischen Truppen besetzen Landes von Hunger, Entbehrungen und Epidemien geprägt, „Brot ist das einzige Zahlungsmittel“. Der italienische Leutnant Gaetano Martino erhält in Athen den Auftrag, mit einem Militärlastwagen zwölf Frauen auf die Militärbordelle der italienischen Armee an der Strecke nach Ohrid, weit im Norden, zu verteilen. Martinos Einheit ist dort stationiert.
Neben Ebe, einer älteren, erfahrenen italienischen Prostituierten sind es junge Griechinnen, die der akute Hunger dazu gezwungen hat, sich für diese Aufgabe zu verpflichten. Vor der Abfahrt aus dem Armeedepot werden ihnen dafür ihre Essensrationen zugeteilt. Leutnant Martino hatte sich ursprünglich freiwillig zum Kriegsdienst gemeldet, obwohl er sich nicht für Politik interessiert. Inzwischen ist er resigniert und abgestoßen von dem Elend, in dem die Zivilbevölkerung in Griechenland nun leben muss, und er zweifelt an dem Sinn seiner Aufgabe.
Als Fahrer wird ihm Unteroffizier Castagnoli unterstellt, ein einfacher Mann, der sich pragmatisch mit den Gegebenheiten zu arrangieren weiß und sich bemüht, seinen verletzlichen Kern durch sein ruppiges Auftreten zu überspielen.
An einem Checkpoint gesellt sich Major Alessi, ein Offizier der faschistischen Schwarzhemden-Miliz, zu der Reisegruppe. Martino leitet zwar weiterhin den Transport, aber der selbstgewisse, herrische und joviale Major bekleidet einen höheren Rang als er. Die unklare Verantwortung und die unterschiedlichen Charaktere sorgen zunehmend für Spannungen zwischen den beiden Männern.
Während der Reise gehen die Männer mit drei der Frauen eine Verbindung ein. Castagnoli tut sich mit der patenten Ebe zusammen, und die beiden stellen fest, dass sie voneinander profitieren können. Die resiliente und lebenshungrige Griechin Elenitza verbringt eine Nacht mit Martino, obwohl sie weiß, dass dieser sich zu der stillen und abweisenden Eftichia hingezogen fühlt. Elenitza und Eftichia sind seit ihrer Kindheit eng befreundet. Eftichia hat gerade zuvor einen Selbstmordversuch unternommen, weil sie das Elend und den Hunger nicht mehr ertragen konnte. Elenitza hat sie sie daraufhin dazu gebracht, sich mit ihr für die Prostitutionsarbeit zu melden. So muss sie wenigstens nicht mehr hungern. Eftichia hasst sich und die Besatzer dafür.
Auf dem Weg durch eine dünn besiedelte Berglandschaft trifft Martinos Gruppe auf einen vorbeiziehenden Trupp der italienischen Schwarzhemden-Miliz. Sie nehmen eine der Griechinnen mit sich und geraten später in einen Partisanen-Hinterhalt, bei dem sie alle umkommen. Martinos Gruppe findet ihre Leichen und auch die der Griechin am folgenden Tag am Straßenrand. Der LKW gerät nun ebenfalls unter Beschuss und wird zerstört. Der Gruppe gelingt es, sich mit den verwundeten Castagnoli und Elenitza in einer verlassene Berghütte zu verbergen.
Alessi versucht, alleine von dort zu flüchten, er wird aber von Castagnoli mit einem Gewehr daran gehindert. Kurz darauf erschießt Alessi Elenitza, weil er hofft, ohne die Verletzte bei der Flucht mit der Gruppe schneller voranzukommen. Im Schutze der Nacht kann die Gruppe aus ihrem Versteck entkommen. Am Morgen erreichen sie den nächsten Ort, der gerade das Ziel einer Vergeltungsaktion von Schwarzhemden-Milizen ist. Die Häuser werden in Brand gesteckt, junge und alte Männer werden erschossen und die anderen Bewohner vertrieben. Auch die reguläre Armee ist anwesend, aber nur, wie der Kommandant sagt, um „die Zivilisten zu schützen“. Alessi schließt sich den weiterziehenden Schwarzhemden an. Castagnoli kommt schließlich in Ohrid im Lazarett unter. Ebe besucht ihn dort. Die Möglichkeit einer gemeinsamen Zukunft deutet sich an.
Eftichia wird in einem Bordell untergebracht, aus dem sie flüchtet, nachdem sie einen Offizier bespuckt hat, dem sie zu Willen sein sollte. Einige Tage darauf sucht sie Martino in seinem Quartier auf. Sie gesteht ihm ihre Liebe und verbringt die Nacht mit ihm, um „noch einmal daran erinnert zu werden, dass sie jung ist“. Sie sagt ihm auch, dass sie nicht vergeben kann, was ihr angetan wurde. Sie deutet an, sich den Partisanen anschließen zu wollen. Martino begleitet Eftichia am nächsten Morgen bis an den Rand des Ortes. Von dort setzt sie ihren Weg in die Berge fort, ohne sich noch einmal umzudrehen.
Zu diesen letzten Einstellungen des Films berichtet Martinos Stimme, dass er nach dem Krieg nie nach Griechenland zurückgekehrt ist, da er Eftichia auch dann niemals wiedergefunden hätte.

## Hintergrund
Der Film wurde am 17. Juli 1965 auf dem Internationalen Filmfestival Moskau uraufgeführt. Es existieren unterschiedlich lange Fassungen des Films. In der Zusammenfassung der Filmkritik in der New York Times werden eine 136-minütige und eine gekürzte mit 97 Minuten erwähnt. Die in der ARTE Mediathek zwischen Januar 2025 und dem 1. Juli 2025 abrufbare Version wird mit 115 Minuten angegeben. Als der Film im November 1965 in die italienischen Kinos kam, protestierte Regisseur Zurlini gegen die vom Produzenten Moris Ergas veranlassten Kürzungen und erklärte, dass die veröffentlichte Version nicht die von ihm freigegebene und genehmigte sei.

## Auszeichnungen
"Spezialpreis in Silber" auf dem 34. Internationalen Filmfestival Moskau.

## Kritik
Der italienische Filmkritiker Giulio Cattivelli schrieb 1966 in der Filmzeitschrift Cinema Nuovo nach dem Kinostart in Italien: 
"Zurlini, regista e raffinato e letterario (...) visibilmente condizionato da pesanti ipoteche commerciali (...) ha indebolito la forza e la lucidità del discorso civile e del documento storico. (...) Si dovrà alla fine parlare con rammarico di una buona occasione perduta. "
- Zurlini, ein raffinierter und literarischer Regisseur (...), sichtbar eingeschränkt durch schwere kommerzielle Lasten (...), hat die Kraft und Klarheit des gesellschaftlichen Diskurses und des historischen Dokuments geschwächt. (...) Am Ende wird man mit Bedauern von einer verpassten guten Gelegenheit sprechen müssen.